# Nueva Bolivia
Nueva Bolivia – miasto w Wenezueli, w stanie Mérida.